# Гоздава (герб)
Ґоздава — родовий герб, яким користувалися більш, ніж 200 шляхетськіх родів давньої Речі Посполитої, зокрема Баль, Годлевські, Дідковичі-Трипольські, Корфи, Міцути, Немировичі, Подберезські, Паци, Римші, Тризни, Храпавицькі. Відомий з початку 14 століття.

## Опис
На червоному полі зображення двох срібних лілій повернених вгору і вниз, які закріплені золотим перснем. Клейнод — над верхом з короною зображення таких же лілій на павичевому хвості.
Існували варіанти герба: з п'ятьма страусиновими пір'їнами, з поділеним на дві частини щитом, де у верхньому срібному полі — лілія чорного кольору, а в нижньому, чорного кольору — срібна лілія.

## Історія
Це герб було надано 1077 (1090) року королем Владиславом I шляхетному лицарю Христиану з Ґоздави за хоробрість на полі бою. Лілія символізувала благородний шляхетський стан, а павичеве пір'я в нашоломнику — мудрість.
Можливо, носії цього герба могли прибути до Польщі з Угорщини в столітті XIV, так як в той час там правила анжуйська династія з аналогічним гербом. Схожий герб був на печатках великого магістра Германа фон Зальца з Саксонії.

## Роди
Роди, що мали право використовувати герб Ґоздава: Баль, Бальцевич, Балевич, Барановський, Бартошевський, Батранец, Батрань, Бончальский, Бончковський, Бонковський, Беєцький, Бегем, Бем, Бенескул, Бенешкул, Берецький, Берковський, Бенковський, Бяловейський, Бяловеський, Бедржицький, Бедржінський, Белявський, Білецький, Білицький, Бірецький, Бірлецький, Бівіль, Бочковський, Бочіковскій, Богданович, Богуславський, Богушевич, Богушко, Бонер, Бородницкий, Боровський, Босевич, Боушевич, Бреннер, Броницький, Брусовський, Бруссовський, Брушовський, Бржежіка, Бржозовского, Букс, Бичерскій, Бистрейскій, Бистрийовскій, Цеконскій, Хлєбовський, Хмелевський, Холоевскій, Холойовскій, Храповицький, Хростковскій, Хрощевскій, Хрущовський, Хумецкій, Хумніцкій, Ціаловіч, Ціаловскій, Ціановскій, Цешковський, Цесля, Чеканскій, Чеконскій, Черневич, Чеужік, Далеховскій, Данченко, Дандельський, Деденскій, Дідковичі, Дедуховіч, Дединскій, Декшлевіч, Дешкленевіч, Дешклевіч, Детковіч, Дейдинскій, Добраковскій, Добржіменцький, Дошкленевич, Довкша, Драбів, Драдз, Драг, драг, Дрвенскій, Дризна, Дубик, Дудзінскій, Дупліцкій, Дидинскій, Дидзінскій, Димша, Дисель, Дишель, Дишкевич, Дишлевіч, Дишлевскій, Дзярскій, Дзедзевіч, Дзершніцкій, Дзерсніцкій, Дзевенцкій, Фабіанковскій, Фабіанський, Федерович, Федорович, Гадачевський, Гарболецький, Гарболевський, Газдзінський, Гонсовська, Гдаржіцкій, Гдешенскій, Гдешинский, Гент, Гертель, Гідлевіч, Гецевич, Гечевіч, Геравський, Гетовт, Гетовт, Гінтвілло, Гінтилл, Гінтилло, Гижицький, Гіжінський, Глязовський, Глібовське, Гліщинський, Глазовська, Глажевскій, Глажовскій, Гловінський, Глозовскій, Годачевскій, Годейко, Годлевський, Годлоевський, Голембевський, Голимбевський Голембіовський, Гомбрович, Горчічевскій, Горецький, Гостковскій, Гозд, Гоздецкій, Гоздовіч, Гоздовський, Граевская, Грот, Гуржелевскій, Гаінскій, Ганцевичі, Ганчевіч, Ганський, Геймзот, Гопп, Гоппе, Горностай, Горностайскій, Гуглик, Гуменцкий, Гуменскій, Гумінський, Гумницька, Гунятицкій, Івашкевич, Іжіцкій, Яцкевич, Яцкевскій, Яцковський, Ялошінскій, Яновський, Яржомбкевіч, Яржомбковскій, Яржембовскій, Яржембскій, Ясенський, Ясинський, Яворницький, Яворівський, Єні, Йонеман, Юхневич, Юрашкевич, Юргіовский, Юріовскій, Кацкій, Калинський, Кандзержевіч, Каріо, Карпович, Касперович, Кавецький, Кавенцкий, Кай, Кіцкі, Кілярович, Клеменсовский, Клімунтовскій, Клюковський, Корманіцкій, Корицінскій, багаттями, Ковальський, Кой, Козакевич, Козаковский, Краковінскій, Кробовскій, Крупа, Кржівчінскій, Кржівінскій, Кунка, Купщ, Лебовський, Леонович, Леванович, Левонецкій, Левоневскій, Левонович, Липинський, Лисевич, Любасчінскій, Любощінскій, Люценскій, Люцінскій, Лючінскій, Лабайскій, Ленкшіцький, Лукошевич, Лукович, Маловейскій, Маловесскій, Марон, Марун, Мазапет, Мяноцкій, Мяновський, Мясковський, Міцут, Міцута, Меліковскій, Межніцкій, Мікоша, Мікоша, Мікшевіч, Микулич, Мілатинскій, Мільконт, Мілконт, Минійки, Міркулевіч, Мочульський, Мухарський, Мускат, Мускат, Нацевич, Нахтраб, Нахтраба, Начевіч, Нагір'я, Нагура, Нарбут, Нарбутт, Нарвойш, Нарвош, Настальскій, Нецецкій, Недом, неміряно, Немерка, Немержа Неміра, Немирович, Неміриц, Немірич, Неміржіц, Нездзенський, Нездзінський, Неждзінський, Норвілло, норв, Обрембскій, Ольбрихт, Олеарскій, Олесницький, Ольрих, Олдаковський, Опанович, Остроленсько, Осуховський, Озумесскій, Ожоговскій, Пац, Пацевич, Пачевіч, Пачевський, Пачусський, Памповський, Панківський, Павловський, Паздзернович, Паздзерня, Пемповський, Пепловський, Петушинському, Пясецький, Печіхойський, Печіхуйський, Печіхвосткий, Першхала, Піотровський, Писарський, Плавське, Плаза, Поцевич, Подбіпента, Подгайський, Подліпський, Погоржельський, Полікевич, Полікович, Помарнацький, Помарняцкій, Помарніцкій, Поповський, Потушінскій, Пробошевскій, Прогульбіцкій, Прошінскій, Пржедборський, Пржедневський, Пржемінський, Прженевскій, Пржесмінскій, Прженсніцкій, Пржібишевскій, Пржішіхоцкій, Пржішіховскій, Пуніковскій, Рацібор, Рациборських, Рачко, Рачковський, Рамш, Рамша, Раут, Реевскій, Реклевскій, Реніта, Рент, Реут, Реутт, Римша, Рох, Ромша, Росс, Россович, Роза, Рожаловскій, Руж, Ружа, Рубажевич, Рубінковський, Рудавський, Рудошанскій, Русенський, Русинський, Рутковський, Рихлінскій, Римовіч, Римші, Римша, Римшевич, Сапега, Сасин, Сецімський, Севрук, Сокіл, Соколович, Соколовський, Сокул, Солецький, Солонський, Солоувскій, Соловскій, Сосновський, Спегайло, Спігайло, Стан, Станевич, Станінський, Станковський, Стано, Становський, Ставицький, Ставіський, Стемпський, Стребейко, Стрижовський, Стржемеський, Стржешковський, Стржіжевський, Стржіжовський, Стирпейко, Сухшевський, Судраський, Судравський, Судровскій, Сулімовський, Сулоцький, Сушицької, Сутоцкій, Сузін, Свіртун, Шевердзіц, Шоломицький, Шимановський, Шістовський, Телешницький, Телесніцький, Тележинський, Томіковскій, Товтовіч, Трипольскій, Тризни, Тржцінскій, Тржемесскій, Тулунтовіч, Турчин, Турчинович, Турчинський, Турковецький, Турківський, Тишецкій, Тишковська, Тишінскій, Углік, Уменцкій, Уссаковскій, Вахановскій, Вагановського, Вакулевіч, Вертель, Веровської, Венцкевіч, Венцковіч, Вілямовіч, Вілейка, Вілевскій, Вішеватий, Вишневський, Вітульський, Витусикий, Войкуновський, Волчінський, Вовк, Войхун, Воязгяло, Виржиковський, Забоклицький, Заченський, Задченський, Закржевський, Заторський, Заволай.